# ノヴィ・ウレンゴイ
ノヴィ・ウレンゴイ (ロシア語: Новый Уренгой)とは、ロシア連邦ヤマロ・ネネツ自治管区ノヴィ・ウレンゴイ都市管区にある都市。同都市管区の中心地。

## 歴史
1966年にウレンゴイ・ガス田が発見され、その生産拠点として1975年に設立された。